# Marie Robertson
Pour les articles homonymes, voir Robertson.
Marie Charlotte Robertson, née le 14 avril 1977 à Sunne en Suède, est une actrice suédoise.

## Carrière
Marie Robertson a étudié à l'Académie de théâtre de Göteborg (2000-2004) et auparavant à l’école de théâtre Calle Flygare (1996-1997).
Elle a joué divers rôles dans des films de cinéma et de télévision ; mais surtout elle est apparue fréquemment dans diverses pièces au Riksteatern (Théâtre national de Suède), au Théâtre dramatique royal et au Stockholms Stadsteater : par exemple Ophélie dans Hamlet (2004), Din stund på jorden (sv) (2004-2005) et Richard III (2007).

## Filmographie

### Cinéma
- 2006 : Heartbreak Hotel
- 2008 : Rallybrudar
- 2011 : Gränsen
- 2011 : Hur många lingon finns det i världen?
- 2012 : Cockpit

### Télévision
- 1998 : Rederiet
- 1999 : Trettondagsafton
- 1999 : Tre kronor
- 1999 : Ett litet rött paket
- 2009 : Playa del Sol
- 2010 : Saltön
- 2011 : Solsidan (sv)
- 2012 -  2014: Real Humans : 100 % humain : hubot/clone de Beatrix Novak, dit Béa, enquêtrice de police, chef de file des hubots libérés
- 2016 : Meurtres à Sandhamn - saison 5
- 2024 : Young Royals - saison 3 : Vanessa Hamilton, directrice de l'institut Hillerska